# بریتانیا سکاندا
بریتانیا سکاندا (انگلیسی: Britannia Secunda) بریتانیای دوم  یکی از  استان‌های روم  از بریتانیا (استان روم) بود که در طول اصلاحات دیوکلتیان در پایان قرن سوم به وجود آمد.